# Los Pinos, San Andrés Tuxtla
Los Pinos är en ort i Mexiko.   Den ligger i kommunen San Andrés Tuxtla och delstaten Veracruz, i den sydöstra delen av landet, 400 km öster om huvudstaden Mexico City. Los Pinos ligger 217 meter över havet och antalet invånare är 1 265.
Terrängen runt Los Pinos är kuperad norrut, men söderut är den platt. Runt Los Pinos är det ganska tätbefolkat, med 83 invånare per kvadratkilometer. Närmaste större samhälle är San Andres Tuxtla, 3,2 km öster om Los Pinos. Omgivningarna runt Los Pinos är en mosaik av jordbruksmark och naturlig växtlighet.